# Tô pô

Dưới con mắt tôpô học, cái cốc và cái vòng là một

Tô pô hay tô pô học có gốc từ trong tiếng Hy Lạp là topologia (tiếng Hy Lạp: τοπολογία) gồm topos (nghĩa là "nơi chốn") và logos (nghiên cứu), là một ngành toán học nghiên cứu các đặc tính còn được bảo toàn qua các sự biến dạng, sự xoắn, và sự kéo giãn nhưng ngoại trừ việc xé rách và việc dán dính. Do đó, tô pô còn được mệnh danh là "hình học của màng cao su". Các đặc tính đó gọi là các bất biến tô pô. Khi ngành học này lần đầu tiên tìm ra trong những năm đầu của thế kỉ 20 thì nó vẫn được gọi bằng tiếng Latinh là geometria situs (hình học của nơi chốn) và analysis situs (giải tích nơi chốn). Từ khoảng 1925 đến 1975 nó đã trở thành lĩnh vực lớn mạnh quan trọng bậc nhất của toán học.
Thuật ngữ tô pô cũng để chỉ một đối tượng toán học riêng biệt trong ngành. Với ý nghĩa này, một tô pô là một họ của các tập mở mà có chứa tập trống và toàn bộ không gian, và nó đóng dưới các phép hội bất kì và phép giao hữu hạn. Và đây là định nghĩa của một không gian tô pô.

## Giới thiệu

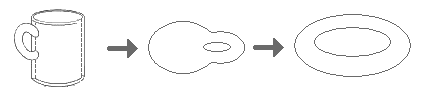
Một tách cà phê trở thành vòng xuyến qua sự biến dạng hình học bảo toàn các bất biến tô pô. Cả tách cà phê và bánh vòng đều có những tính chất tô pô hoàn toàn giống nhau.

Người ta có phát biểu rằng một nhà tô pô học là người mà không thể phân biệt được sự khác nhau giữa một cái vòng xuyến và một ca đựng bia có quai. Vì cả hai đều là vật rắn và có đúng 1 lỗ hổng, hay nói một cách chính xác là chúng đồng phôi với nhau, nghĩa là có 1 phép đồng phôi (là 1 song ánh mà ánh xạ thuận và ngược đều liên tục) giữa không gian tô pô vòng xuyến với không gian tô pô ca đựng bia có quai. Đôi khi tô pô còn được gọi là hình học về miếng cao su vì trong tô pô thì không có sự phân biệt giữa một chu tuyến của hình vuông với một đường tròn. Đường hình tròn có thể được kéo co giãn để biến dạng thành chu tuyến của hình vuông. Tuy nhiên, đường tròn thì hoàn toàn phân biệt với đường hình số 8, bởi vì không thể nào kéo giãn hình tròn để tạo thành hình số 8 mà không đục xé nó ra thêm một lỗ. Các không gian nghiên cứu trong tô pô gọi là các không gian tô pô. Chúng thay đổi từ dạng quen thuộc như không gian thực n chiều cho đến các cấu trúc vô cùng kì lạ.
Như vậy có thể nói một cách nôm na rằng tô pô là một ngành nghiên cứu về đặc tính của các cấu trúc đặc có tính siêu co giãn, siêu biến dạng nhưng lại không thể bị cắt rời thành nhiều mảnh, không thể bị đâm thủng hay bị dán dính vào nhau.
.

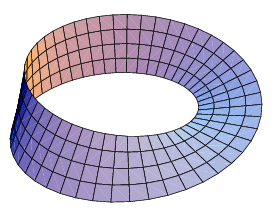
Mặt Mobius-một mặt có thể đi sang bên kia mà không phải vòng qua mép

Tô pô giới thiệu thêm một ngôn ngữ hình học mới - như là các phức đơn hình (simplicial complex), đồng luân (homotopy), đối đồng điều (cohomology), đối ngẫu Poincaré (Poincaré duality), phân thớ (fibration), không gian vec tơ tô pô (topological vector space), bó (sheaf), lớp đặc trưng (characteristic class), hàm Morse (Morse function), đại số đồng điều (homological algebra), dãy phổ (spectral sequence). Nó đã tạo ra một tác động chính đến các lĩnh vực rộng rãi của hình học vi phân (differential geometry), hình học đại số (algebraic geometry), hệ thống động lực học (dynamical system), phương trình đạo hàm riêng (partial differential equation) và hàm nhiều biến phức (several complex variables). "Hình học", theo cách diễn giải của Michael Atiyah và trường phái của ông ngày nay, bao gồm điều kể trên. Một cách nội hàm, bộ môn này có các lĩnh vực tô pô tập điểm (point-set topology) hay tô pô đại cương (general topology) nghiên cứu về các không gian tô pô mà không có thêm các điều kiện giới hạn; trong khi các lĩnh vực khác lại nghiên cứu các không gian tô pô giống như là các đa tạp (manifold). Những lĩnh vực đó bao gồm tô pô đại số (algebraic topology) - phát triển từ tô pô tổ hợp (combinatorial topology), tô pô hình học (geometric topology), tô pô ít chiều (low-dimensional topology) - chẳng hạn lo về lý thuyết nút (knot theory), và tô pô vi phân (differential topology).
Đây là bài viết tổng quan về tô pô. Để có các khái niệm chính xác toán học, xem thêm bài không gian tô pô hoặc các bài viết trong danh sách dưới đây. Bài thuật ngữ tô pô bao gồm các định nghĩa của các thuật ngữ dùng trong tô pô học.

## Lịch sử

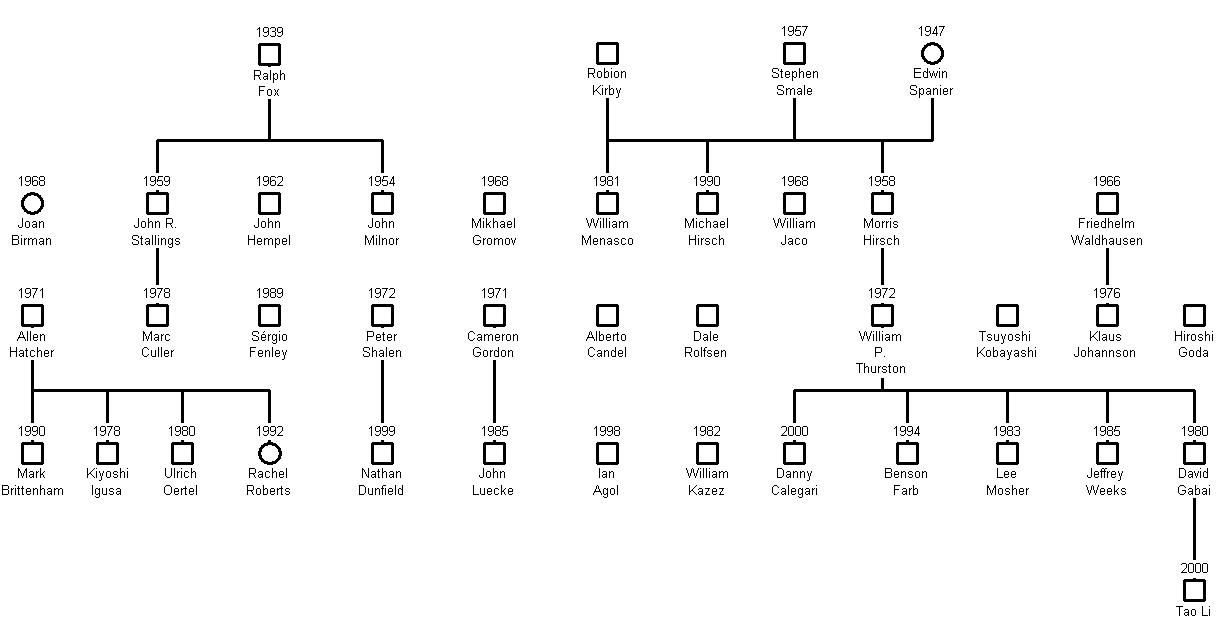
Danh sách một số nhà nghiên cứu Tô pô ít chiều (low-dimensional topology) gần đây

Nguồn gốc của tô pô đã được người ta biết đến từ môn hình học trong các nền văn hóa cổ đại. Gottfried Leibniz là người đầu tiên khai thác thật ngữ analysus situs, sau đó các nghiên cứu trong thế kỉ 19 đã dùng như ngày nay là tô pô. Trong tiểu luận của Leonhard Euler về Bảy cầu Königsberg đã viết về các thành quả tô pô.
Từ topology được nhà toán học người Đức Johann Benedict Listing đưa ra sử dụng lần đầu tiên năm 1847 trong Vorstudien zur Topologie, mặc dù ông đã dùng nó từ mười năm trước
Georg Cantor, cha đẻ của lý thuyết tập hợp, đã khởi sự nghiên cứu lý thuyết tập điểm trong các không gian Euclide vào nửa cuối thế kỉ 19 như là một phần của khảo cứu về chuỗi Fourier.
Năm 1895, Henri Poincaré xuất bản tác phẩm Analyis Situs, đã giới thiệu các khái niệm về đồng luân và đồng điều.
Maurice Fréchet, thống nhất các nghiên cứu về không gian hàm của các nhà toán học Cantor, Volterra, Arzelà, Hadamard, Ascoli và những người khác. Ông đã dẫn nhập khái niệm về không gian metric trong năm 1906.
Năm 1914, Felix Hausdorff, tổng quát hóa đặc tính của không gian metric và đặt ra khái niệm "không gian tô pô" đồng thời cung cấp một định nghĩa mà ngày nay gọi là không gian Hausdorff.
Cuối cùng, vào năm 1922 Kazimierz Kuratowski đã tổng quát hóa thêm một bước nhỏ để đạt tới khái niệm không gian tô pô như hiện nay.
Thuật ngữ topologie được giới thiệu lần đầu ở Đức vào năm 1847 bởi Johann Benedict Listing trong cuốn Vorstudien zur Topologie (Những nghiên cứu trước tác về tô pô), Vandenhoeck và Ruprecht, Göttingen, pp. 67, 1948. Mặc dù vậy, Listing đã dùng chữ này từ mười năm trước. Topology, dạng Anh ngữ, đã được giới thiệu trong bản in của Solomon Lefschetz năm 1930 để thay cho tên trước đó là analysis situs. Riêng thuật ngữ topologist (nhà tô pô học), một chuyên gia trong ngành tô pô, có lẽ đã ra đời khoảng 1920.

## Dẫn nhập sơ khởi
Các không gian tô pô được tìm thấy sẵn có trong giải tích toán học, đại số trừu tượng và hình học. Điều này đã làm cho ngành nghiên cứu này trở thành đối tượng quan trọng trong việc thống nhất toán học. Tô pô đại cương, hay tô pô tập điểm, xác định và nghiên cứu những đặc tính hữu dụng của các không gian và các ánh xạ như là tính liên thông, tính compact và tính liên tục. Tô pô đại số là công cụ rất mạnh để nghiên cứu các không gian tô pô và các ánh xạ giữa chúng. Nó liên kết "rời rạc" và có nhiều bất biến khả đoán với các ánh xạ và các không gian thường là trong một cách thức có tính hàm tử. Các luận giải từ môn tô pô đại số ảnh hưởng lớn đến đại số trừu tượng và hình học đại số.

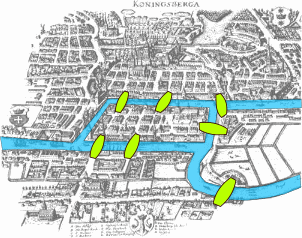
Bảy cây cầu Königsberg, một bài toán tô pô nổi tiếng

Động cơ rõ ràng phía sau của tô pô là việc một số vấn đề hình học không phụ thuộc vào hình dạng chính xác của đối tượng tham gia mà phụ thuộc vào "cách thức chúng nối kết nhau". Một trong những bài viết đầu tiên về tô pô được Leonhard Euler mô tả rằng không thể tìm ra một cách đi xuyên qua các thị tứ của Königsberg mà chỉ băng qua mỗi cầu nối giữa chúng đúng một lần. Kết quả này không phụ thuộc vào độ dài của các cây cầu, hay ngay cả khoảng cách giữa chúng mà chỉ phụ thuộc vào các đặc tính liên thông: Các cây cầu được nối như thế nào giữa các cù lao và các bờ sông. Bài toán này, được gọi là Bảy cầu ở Königsberg, đã trở thành bài toán dẫn nhập nổi tiếng trong toán, và đưa tới một phân nhánh là lý thuyết đồ thị.
Tương tự, định lý mặt cầu tóc của tô pô đại số bảo rằng "người ta không thể chải xuôi tóc trên một mặt cầu trơn". Ý nghĩa thực của nó là không tồn tại một mặt cầu tóc nào mà không có "xoáy" ngoại trừ tất cả tóc đều dựng đứng. Định lý này lập tức thuyết phục được hầu hết mọi người (do tính thực tế kiểm nghiệm được trên bản thân). Mặc dù rằng những người biết tới định lý này có thể không nhận biết mệnh đề phát biểu chính thức của định lý. Đó là Trên một mặt cầu, không tồn tại trường vectơ tiếp tuyến liên tục không triệt tiêu nào, cũng giống Bài toán Bảy cây cầu, kết quả trên không phụ thuộc vào dạng cầu mà nó còn đúng cho mọi bề mặt "blob" (là các đối tượng thỏa mãn tính trơn của bề mặt), miễn là chúng không có lỗ hổng (thí dụ hình vòng xuyến, hình vòng số 8 sẽ vi phạm điều kiện của định lý mặt cầu tóc - nhưng hình quả trám, hình trái bóng nhựa bị bóp xẹp lại thỏa mãn đòi hỏi của định lý).
Để có thể nghiên cứu các vấn đề mà chúng không hoàn toàn phụ thuộc vào hình dạng của đối tượng, người ta phải tách bạch rõ ra các tính chất nào sẽ phụ thuộc vào hình dạng. Và từ yêu cầu này phát sinh khái niệm về "tương đương tô pô". Trong các thí dụ trên, việc "không thể băng qua mỗi cây cầu chỉ một lần" có thể được áp dụng cho mọi cách xếp đặt của các cây cầu mà vẫn tương đương tô pô với các cây cầu nguyên thủy ở Königsberg; cũng như vậy, định lý mặt cầu tóc đúng cho mọi không gian tô pô tương đương với một hình cầu (như là hình quả trám chẳng hạn).
Nói cách khác, hai không gian là tương đương tô pô nếu tồn tại một phép đồng phôi giữa chúng. Trong trường hợp này, các không gian đó được gọi là đồng phôi và chúng được xét một cách chủ yếu như là có cùng các mục đích (nghiên cứu) của tô pô.
Một cách chính thức, một phép đồng phôi là một song ánh liên tục với hàm ngược cũng liên tục.
Một cách nôm na có thể cho thấy một ý nghĩa rõ hơn: Hai không gian là tương đương tô pô nếu người ta có thể biến dạng một không gian thành cái còn lại mà không phải cắt bỏ hay đục thủng các chi tiết ra và không phải dán các chi tiết lại với nhau. Dĩ nhiên, ở đây ta giả thiết "vật" (không gian) bị biến dạng có khả năng "siêu dẻo". Do vậy, việc nói đùa rằng nhà tô pô học không thể phân biệt được một vòng xuyến và cái ly có quai là vì cái ly có thể bị nặn bóp để trở thành hình vòng xuyến.
Một bài tập đơn giản về tương đương tô pô chia 10 chữ số Ả Rập, 0,1,2,3,4,5,6,7,8,9, thành các lớp có hình dạng tương đương nhau về mặt tô pô. Lớp thứ nhất bao gồm {1,2,3,5,7}; hình dạng các chữ số này không có lỗ hổng. Lớp thứ hai là {0,4,9,6}; hình dạng các chữ số này có đúng 1 lỗ hổng. Và lớp thứ 3 chỉ có một phần tử duy nhất {8} có tới hai lỗ hổng.

## Toán học tô pô
Để hiểu được tô pô theo góc độ toán học, có thể phải dùng đến hai khái niệm tập hợp và ánh xạ.
Cho một tập hợp X ≠ {\displaystyle \varnothing } và họ t các tập hợp con của X. Họ t được gọi là tô pô trên X nếu:
1. {\displaystyle \varnothing } {\displaystyle \in } t, X {\displaystyle \in } t: họ t bao gồm cả X và cả tập hợp rỗng.
2. Hợp một họ bất kỳ các phần tử của t là một phần tử của t.
3. Giao của một họ hữu hạn các phần tử của t là một phần tử của t.

Cặp (X,t) khi ấy được gọi là một không gian tô pô, ta có thể ghi tắt X mà không cần ghi đầy đủ là (X,t).
Tập {\displaystyle \varnothing } không phải là không gian tôpô.

## Một số định lý tổng quát về tô pô
- Mọi khoảng đóng trong R có chiều dài hữu hạn là compact. Rộng hơn: Một tập hợp trong R n là compact nếu và chỉ nếu nó đóng và bị chặn. (Xem thêm Định lý Heine-Borel)
- Ảnh liên tục của một không gian compact là compact.
- Định lý Tychonoff: Tích của các không gian compact là compact.
- Mọi dãy điểm trong một không gian mêtric compact có dãy con hội tụ.
- Mọi khoảng trong R là liên thông.
- Ảnh liên tục của một không gian liên thông (connected space) là liên thông.
- Mọi không gian mêtric là không gian Hausdorff, thì cũng là không gian chuẩn tắc và parcompact.
- Định lý mêtric hoá cung cấp điều kiện cần và đủ cho một tô pô để trở thành một không gian mêtric.
- Định lý mở rộng Tietze: Trong một không gian chuẩn tắc, mọi hàm có giá trị thực liên tục xác định trên một không gian con đóng đều có thể mở rộng thành một hàm liên tục xác định trên toàn bộ không gian đó.
- Định lý phạm trù Baire: Nếu X là một không gian metric đủ hay là một không gian Hausdorff compact địa phương, thì hội đếm được của các tập không đâu trù mật có phần trong là tập trống.
- Mọi không gian đường liên thông, đường liên thông địa phương, và đơn liên bán địa phương đều có một phủ phổ dụng.

## Một số đề tài hữu ích về tô pô đại số
Xem thêm Danh sách các bài viết về tô pô đại số
- Đồng điều và đối đồng điều: số Betti, đặc trưng Euler.
- Các ứng dụng hiểu biết hấp dẫn: Định lý điểm cố định Brouwer, Định lý Borsuk-Ulam, Định lý bánh mì ham.
- Các nhóm đồng luân (bao gồm nhóm cơ bản).
- Các lớp Chern, lớp Stiefel-Whitney, lớp Pontryagin.

## Phác thảo lý thuyết đi sâu hơn
- Các dãy phân thớ (đối phân thớ) ((Co)fibre sequence): dãy Puppe, các tính toán
- Nhóm đồng luân của các mặt cầu
- Lý thuyết cái cản trở (obstruction theory)
- K - Lý thuyết: KO - Lý thuyết, K - Lý thuyết đại số
- Lý thuyết đồng luân ổn định
- Định lý Brown về tính biểu diễn (Brown's representability theorem)
- Chủ thuyết biên (chủ thuyết đồng biên) ((Co)bordism)
- Các ký số (signature)
- Brown-Peterson BP và K - Lý thuyết Morava
- Surgery obstructions
- Các Không gian H, không gian các nút vô tận, các vành A∞
- Lý thuyết đồng luân của lược đồ afin (affine scheme)
- Đối đồng điều giao (intersection cohomology)

## Tổng quát hóa
Đôi khi người ta cần dùng các công cụ của tô pô nhưng chưa có sẵn một "tập điểm". Trong tô pô vô điểm (pointless topology), thay vào đó, người ta xét một dàn (lattice) của các tập mở như là cơ sở của lý thuyết này, trong khi đó, tô pô Grothendieck là các cấu trúc chắc chắn xác định trên các phạm trù tùy ý nào cho phép có các định nghĩa bó (tô pô) (sheaf) trên các phạm trù đó, và với định nghĩa của các lý tuyết đối đồng đều tổng quát.